# Moritz Stahl (Gitarrist)
Moritz Stahl (* 1979 in Stuttgart) ist ein deutscher Gitarrist, Songwriter und Musikproduzent.

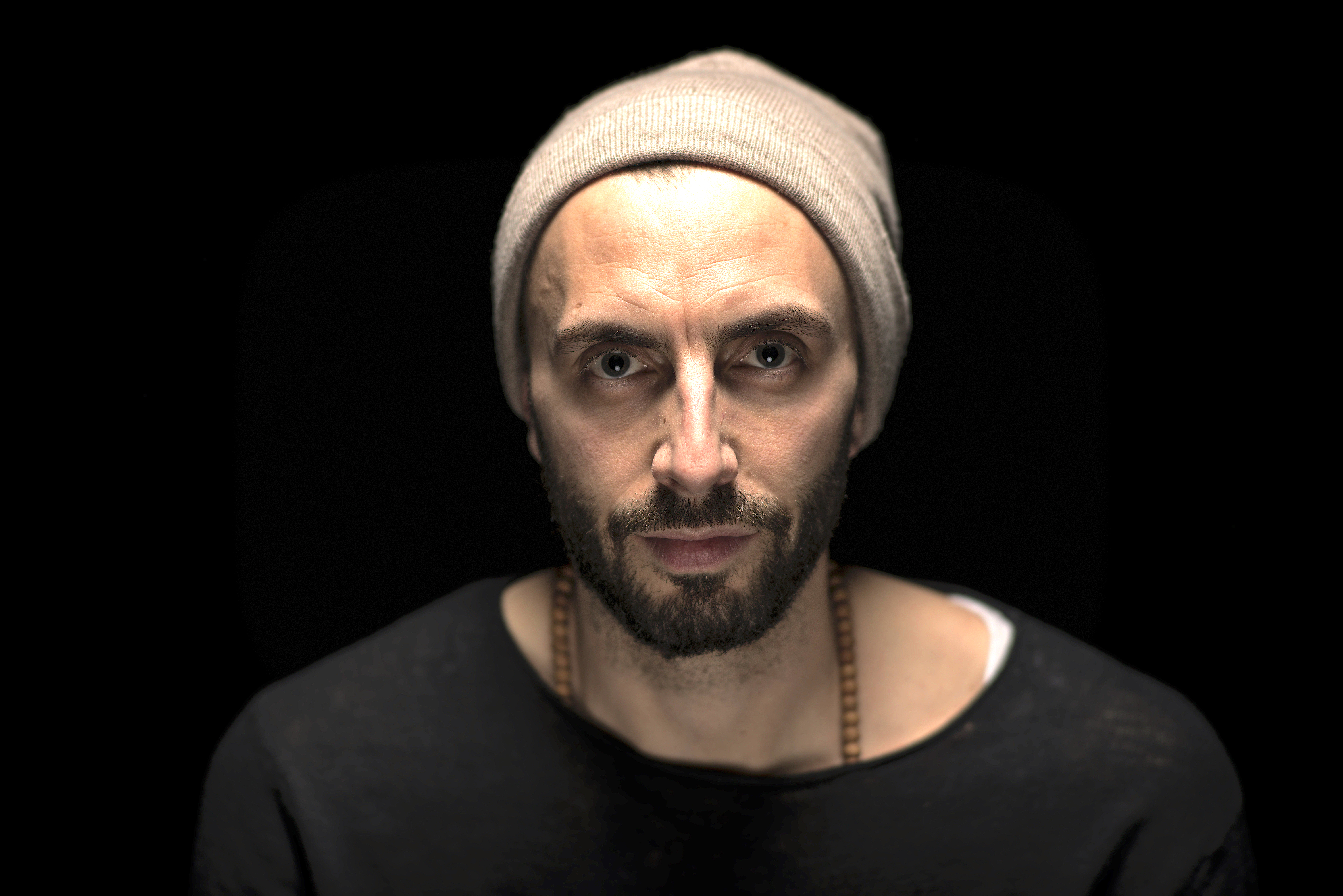
Moritz Stahl 2020

## Leben und Wirken
Stahl wurde bereits während seiner Schulzeit zwischen 1998 und dem Abitur 2000 als Jungstudent an der Hochschule für Musik und Tanz Köln von Frank Haunschild angeleitet. Nach Ableistung seines Zivildienstes absolvierte er zwischen 2002 und 2006 an der Musikhochschule Köln ein Studium bei Werner Neumann.
Seit 2005 arbeitete Stahl in diversen Projekten als Songschreiber, Gitarrist und Produzent, so zum Beispiel mit Dennis Lisk, Stefanie Heinzmann, Joy Denalane, Curse, Roachford, Mousse T, Max Herre, Clueso, Max Mutzke, Tom Gaebel oder Johannes Oerding. Die Arbeit mit Clueso führte auch zu Beiträgen zum Filmsoundtrack von Leroy: Der Film (2008). Zudem wirkt er als Produzent und Gitarrist in der Neosoul-Band Luis mit, die aus der Sängerin Angela Luis, dem Keyboarder Sebastian Gahler, dem Bassisten Nico Brandenburg und dem Schlagzeuger Marcus Möller besteht. Er ist auch auf Alben von Rachel Scharnberg & den Soul Criminals, Patricia Kelly und Lyroholika zu hören. 2018, 2019 und 2023 war er mit einer Studioband in der Show Schlag den Star zu sehen. Außerdem ist er Mitglied der Studiobands in den seit 2019 bzw. seit 2021 auf ProSieben ausgestrahlten Sendungen 1:30 und Wer stiehlt mir die Show?. 2024 war er Mitglied der Studioband Klinke Supreme in der, ebenfalls auf ProSieben ausgestrahlten Sendung TV Total.

## Diskographische Hinweise
- André Milieu, Angela Luis, Mathias Höderath, Marcus Möller, Philipp Bardenberg, Moritz Stahl Jazz & X-Mas (2010)